# Archeolarca rotunda
Archeolarca rotunda es una especie de arácnido del orden Pseudoscorpionida de la familia Larcidae.

## Distribución geográfica
Se encuentra en el oeste de Estados Unidos.